# Liste der Universitäten in Budapest
Die Liste der Universitäten in Budapest beinhaltet alle Hochschulen, Universitäten, Konservatorien und Akademien, die in der ungarischen Hauptstadt Budapest ansässig sind oder dort Bildungseinrichtungen unterhalten. 
Die erste Universität im heutigen Budapest entstand durch den Erlass von Königin Maria Theresia am 1. Februar 1777 die ungarische Universität Tyrnau nach Buda zu verlegen. 1784 zog die Universität von Buda nach Pest um und hieß fortan Königliche Ungarische Universität. 
Bis zum Jahr 1990 erfolgten zahlreiche Änderungen durch die Einrichtung neuer Fakultäten und Ausgründungen von Fakultäten zu Hochschulen und Universitäten sowie mehrmalige Namensänderungen. Die jüngste Änderung für die ungarische Bildung brachte das vom ungarischen Parlament 1999 verabschiedete Gesetz zur Reorganisation des höheren Bildungswesens und der entsprechenden Institutionen.

## Staatliche Universitäten
- Technische und Wirtschaftswissenschaftliche Universität Budapest
- Eötvös-Loránd-Universität
- Franz-Liszt-Musikakademie
- Ungarische Akademie der Bildenden Künste
- Nationale Universität für den öffentlichen Dienst

Stiftungsuniversitäten (frühere staatliche Universitäten)
- Corvinus-Universität Budapest (BCE)
- Universität für Wirtschaftswissenschaften Budapest
- Semmelweis-Universität (SOTE)
- Veterinärmedizinische Universität Budapest
- Moholy-Nagy Universität für Kunst und Design (MOME)
- Universität für Theater und Filmkunst Budapest
- Óbuda-Universität in Óbuda

## Nichtstaatliche Universitäten
- Andrássy Gyula Deutschsprachige Universität Budapest (AUB)
- Evangelisch-Lutherische Theologische Universität
- Károli-Gáspár-Universität der Reformierten Kirche
- Central European University (CEU)
- Rabbinerseminar zu Budapest
- Katholische Péter-Pázmány-Universität (PPKE)
- Milton Friedman Universität
- Budapest Metropolitan Universität (METU)
- Edutus Universität in Tatabánya und Budapest

## Staatliche Hochschulen
- Budapest Tech

## Nichtstaatliche Hochschulen
- Pfingstevangelische Theologische Hochschule
- Akademie Heiliger Paulus
- Mönchisch-Theologische Hochschule Sapientia
- Pastoral-Theologische Hochschule Sola scriptura
- Buddhistische Hochschule Tan-Tor
- Baptistische Theologische Akademie
- Pastorale Hochschule Wesley János